# Coppa del mondo per club FIFA 2006
La Coppa del Mondo per club FIFA 2006 (in giapponese: 2006FIFAクラブワールドカップ, 2006 FIFA kurabuwārudokappu, in inglese: 2006 FIFA Club World Cup), è stata la terza edizione di questo torneo di calcio per squadre maschili di club organizzato dalla FIFA. Si tratta della 2ª edizione da quando ha sostituito la Coppa Intercontinentale. Per il secondo anno consecutivo la manifestazione si è svolta in Giappone, dal 10 al 17 dicembre 2006. Rispetto all'anno precedente è stato semplificato il nome della competizione, assumendo appunto quello di "Coppa del mondo per club FIFA".
Vincitore della manifestazione è stata la squadra brasiliana dell'Internacional, che ha sconfitto in finale il Barcellona per 1-0, laureandosi così per la prima volta campione del mondo.
A partire da questa edizione le squadre australiane partecipano alle competizioni organizzate dall'Asian Football Confederation e non più a quelle della confederazione oceanica.

## Formula
La formula del torneo è la stessa dall'edizione precedente. Partecipano le sei vincitrici delle rispettive competizioni continentali. I rappresentanti dell'Oceania, dell'Africa, dell'Asia e del Centro-Nord America si scontrano fra di loro al primo turno. Le vincenti di queste sfide raggiungono in semifinale le vincitrici della UEFA Champions League e della Coppa Libertadores. Oltre la finale per il titolo si disputano gli incontri per il terzo e il quinto posto.

## Stadi
Il Nissan Stadium di Yokohama, durante lo svolgimento della Coppa del mondo per club, torna ad assumere il precedente nome di International Stadium. Ciò a causa di una norma della FIFA che vieta di sponsorizzare i nomi degli stadi utilizzati durante le proprie competizioni.
| International Stadium | Tokyo Toyota Yokohama | National Stadium | Stadio Toyota    |
| --------------------- | --------------------- | ---------------- | ---------------- |
| Località: Yokohama    | Tokyo Toyota Yokohama | Località: Tokyo  | Località: Toyota |
| Capienza: 72.370      | Tokyo Toyota Yokohama | Capienza: 60.000 | Capienza: 45.000 |
|                       | Tokyo Toyota Yokohama |                  |                  |

## Squadre partecipanti
| Squadra         | Data di qualificazione | Confederazione | Qualificata in quanto                    | Partecipazioni       |
| --------------- | ---------------------- | -------------- | ---------------------------------------- | -------------------- |
| América         | 19 aprile 2006         | CONCACAF       | Campione CONCACAF Champions' Cup 2006    | 1ª                   |
| Barcellona      | 17 maggio 2006         | UEFA           | Campione UEFA Champions League 2005-2006 | 1ª                   |
| Auckland City   | 21 maggio 2006         | OFC            | Campione Oceania Club Championship 2006  | 1ª                   |
| Internacional   | 16 agosto 2006         | CONMEBOL       | Campione Coppa Libertadores 2006         | 1ª                   |
| Jeonbuk Hyundai | 8 novembre 2006        | AFC            | Campione AFC Champions League 2006       | 1ª                   |
| Al-Ahly         | 11 novembre 2006       | CAF            | Campione CAF Champions League 2006       | 2ª (Ultima nel 2005) |

## Arbitri
La FIFA ha selezionato per questa manifestazione cinque arbitri.
AFC
- Khalil Al Ghamdi
- Subkhiddin Mohd Salleh

CAF
- Jerome Damon

CONCACAF
- Carlos Batres

CONMEBOL
- Óscar Ruiz

## Risultati

### Tabellone
|  |                |            |                              |                | Quarti di finale | Quarti di finale |  |  | Semifinali | Semifinali |  |  | Finale | Finale |
|  |                |            |                              |                |                  |                  |  |  |            |            |  |  |        |        |
|  |                |            |                              |                |                  |                  |  |  |            |            |  |  |        |        |
|  |                |            |                              |                |                  |                  |  |  |            |            |  |  |        |        |
|  | Al-Ahly        | 2          |                              |                |                  |                  |  |  |            |            |  |  |        |        |
|  | Al-Ahly        | 2          |                              |                |                  |                  |  |  |            |            |  |  |        |        |
|  |                |            | Auckland City                | 0              |                  |                  |  |  |            |            |  |  |        |        |
|  | Al-Ahly        | 1          | Auckland City                | 0              |                  |                  |  |  |            |            |  |  |        |        |
|  | Al-Ahly        | 1          | Incontro per il quinto posto |                |                  |                  |  |  |            |            |  |  |        |        |
|  |                |            | Internacional                | 2              |                  |                  |  |  |            |            |  |  |        |        |
|  | Auckland City  | 0          | Internacional                | 2              |                  |                  |  |  |            |            |  |  |        |        |
|  | Auckland City  | 0          |                              |                |                  |                  |  |  |            |            |  |  |        |        |
|  | Jeonbuk Motors | 3          |                              |                |                  |                  |  |  |            |            |  |  |        |        |
|  | Jeonbuk Motors | 3          | Internacional                | 1              |                  |                  |  |  |            |            |  |  |        |        |
|  |                |            | Internacional                | 1              |                  |                  |  |  |            |            |  |  |        |        |
|  |                | Barcellona | 0                            |                |                  |                  |  |  |            |            |  |  |        |        |
|  |                |            | 0                            | Jeonbuk Motors | 0                |                  |  |  |            |            |  |  |        |        |
|  |                |            |                              |                |                  |                  |  |  |            |            |  |  |        |        |
|  |                | America    | 1                            |                |                  |                  |  |  |            |            |  |  |        |        |
|  | Barcellona     | America    | 1                            | 4              |                  |                  |  |  |            |            |  |  |        |        |
|  | Barcellona     |            | Incontro per il terzo posto  | 4              |                  |                  |  |  |            |            |  |  |        |        |
|  |                |            | America                      | 0              |                  |                  |  |  |            |            |  |  |        |        |
|  | Al-Ahly        | 2          | America                      | 0              |                  |                  |  |  |            |            |  |  |        |        |
|  | Al-Ahly        | 2          |                              |                |                  |                  |  |  |            |            |  |  |        |        |
|  | America        | 1          |                              |                |                  |                  |  |  |            |            |  |  |        |        |
|  | America        | 1          |                              |                |                  |                  |  |  |            |            |  |  |        |        |
|  |                |            |                              |                |                  |                  |  |  |            |            |  |  |        |        |

### Quarti di finale
| Arbitro: | Khalil Al Ghamdi |

|  |           |                           |
|  | Marcatori | 51’ Flávio 73’ Aboutreika |

| Arbitro: | Jerome Damon |

|  |           |           |
|  | Marcatori | 79’ Rojas |

### Semifinali
| Arbitro: | Subkhiddin Mohd Salleh |

|            |           |                           |
| Flávio 54’ | Marcatori | 23’ Pato 72’ Luiz Adriano |

| Arbitro: | Óscar Ruiz |

|  |           |                                                    |
|  | Marcatori | 11’ Gudjohnsen 30’ Marquez 65’ Ronaldinho 85’ Deco |

### Incontro per il quinto posto
| Arbitro: | Khalil Al Ghamdi |

|  |           |                                                |
|  | Marcatori | 17’ Lee H.S. 31’ Kim H.B. 73’ (rig.) Zé Carlos |

### Terzo posto
| Arbitro: | Jérôme Damon |

|                    |           |             |
| Aboutreika 41’ 79’ | Marcatori | 59’ Cabañas |

### Finale
| Arbitro: | Carlos Batres |

|                    |           |  |
| Adriano Gabiru 82’ | Marcatori |  |

## Classifica
| Pos. | Squadra         | Confederazione |
| ---- | --------------- | -------------- |
| 1    | Internacional   | CONMEBOL       |
| 2    | Barcellona      | UEFA           |
| 3    | Al-Ahly         | CAF            |
| 4    | América         | CONCACAF       |
| 5    | Jeonbuk Hyundai | AFC            |
| 6    | Auckland City   | OFC            |

## Classifica marcatori
| Gol |  |  | Giocatore               | Squadra        |
| --- |  |  | ----------------------- | -------------- |
| 3   |  |  | Mohamed Aboutreika      | Al-Ahly        |
| 2   |  |  | Flávio                  | Al-Ahly        |
| 1   |  |  | Deco                    | Barcellona     |
| 1   |  |  | Ronaldinho              | Barcellona     |
| 1   |  |  | Zé Carlos               | Jeonbuk Motors |
| 1   |  |  | Salvador Cabañas        | América        |
| 1   |  |  | Adriano Gabiru          | Internacional  |
| 1   |  |  | Luiz Adriano            | Internacional  |
| 1   |  |  | Lee Hyun-Seung          | Jeonbuk Motors |
| 1   |  |  | Alexandre Pato          | Internacional  |
| 1   |  |  | Eiður Guðjohnsen        | Barcellona     |
| 1   |  |  | Kim Hyung-Bum           | Jeonbuk Motors |
| 1   |  |  | Rafael Márquez          | Barcellona     |
| 1   |  |  | Ricardo Francisco Rojas | América        |